# 우주시
우주시(빅뱅으로부터의 시간)는 물리적 우주론의 빅뱅이론에서 사용되는 시간 좌표이다. 이것은 균일한 팽창하는 우주로 정의 된다.: 어디서나 각각의 시간에서 같은 밀도를 갖는 시간 좌표 허블법칙과 움직이는 시계를 이용하여 시간의 흐름을 측정한다. 빅뱅 특이점을 시간 좌표의 기원으로 한다.

## 같이 보기
- 우주의 역사
- 우주론적 지평